# Frank Biess
Frank Biess (geboren Oktober 1966 in Heidenheim) ist ein deutscher Historiker, der in den USA lehrt.

## Leben
Frank Biess besuchte das Hellenstein-Gymnasium in Heidenheim. Er studierte in Marburg und Tübingen und kam 1991 als Austauschstudent an die Washington University in St. Louis. Er wurde im Jahr 2000 an der Brown University zum PhD promoviert. Er ist Associate Professor für Europäische Geschichte an der University of California, San Diego.  
Sein Buch über die „German Angst“ war 2019 für den Preis der Leipziger Buchmesse im Bereich Sachbuch nominiert.

## Schriften (Auswahl)
- Homecomings. Returning POWs and the legacies of defeat in postwar Germany. Princeton: Princeton Univ. Press, 2006, ISBN 978-0-691-12502-2.
- mit Mark Roseman, Hanna Schissler (Hrsg.): Conflict, Catastrophe, and Continuity in Modern German History. New York: Berghahn Books, 2007, ISBN 978-1-8454-5200-1.
- mit Robert Moeller (Hrsg.): Histories of the Aftermath. The Legacies of the Second World War in Comparative European Perspective. New York: Berghahn Books, 2010.
- mit Hartmut Berghoff, Ulrike Strasser (Hrsg.): Explorations and Entanglements. Germans in Pacific Worlds from the Early Modern Period to the World War I. New York: Berghahn, 2018.
- Republik der Angst. Eine andere Geschichte der Bundesrepublik. Reinbek bei Hamburg: Rowohlt, 2019, ISBN 978-3-498-00678-5.